# Mauro Bustamante
Mauro Sergio Bustamante (Santa Fe, Provincia de Santa Fe, Argentina; 23 de junio de 1991) es un futbolista argentino. Juega como delantero y su actual equipo es el Deportivo FATIC de la Asociación de Fútbol de La Paz.

## Trayectoria
Realizó todas las divisiones menores en Colón de Santa Fe, siendo goleador en las canteras.
Se fue a la Serie B de Ecuador para jugar por Rocafuerte Fútbol Club.
Luego de ser el máximo goleador en la Serie B con Municipal Cañar, ficha por Club San José. Jugó la Copa Sudamericana 2014. Además jugó la Copa Libertadores 2015 donde fue parte del histórico partido que le ganaron a River Plate.
Jugó 6 meses en Sociedad Deportiva Aucas donde no pudo destacar.
A inicios del 2020 fue oficializado como refuerzo de Nacional Potosí para afrontar la Copa Sudamericana 2020, perdió en la primera ronda frente a Foot Ball Club Melgar.

## Clubes
| Club               | País      | Año             |
| ------------------ | --------- | --------------- |
| Colón SF           | Argentina | 2009-2010       |
| Naval              | Chile     | 2011            |
| Colón SF           | Argentina | 2011-2012       |
| Rocafuerte         | Ecuador   | 2012            |
| Cerrito            | Uruguay   | 2013            |
| Municipal Cañar    | Ecuador   | 2013-2014       |
| San José           | Bolivia   | 2014-2015       |
| Aucas              | Ecuador   | 2015            |
| Deportivo Pereira  | Colombia  | 2016            |
| Liga de Portoviejo | Ecuador   | 2016            |
| Alianza Petrolera  | Colombia  | 2017            |
| Liga de Portoviejo | Ecuador   | 2017            |
| Orense SC          | Ecuador   | 2018            |
| Guayaquil City     | Ecuador   | 2018            |
| Mineros de Guayana | Venezuela | 2019            |
| Nacional Potosí    | Bolivia   | 2020            |
| Vida               | Honduras  | 2021            |
| Sport Chavelines   | Perú      | 2022            |
| Deportivo FATIC    | Bolivia   | 2022-Actualidad |